# كيسي دان
كيسي دان (بالإنجليزية: Casey Dunn)‏ هو لاعب كرة قدم أمريكية أمريكي، ولد في 11 أكتوبر 1994 في تروسفيل في الولايات المتحدة.